# نجيبة الحمروني
نجيبة الحمروني صحفيّة تونسيّة، أول سيّدة تونسيّة تُنتخب نقيبة للصحفيّين. ولدت نجيبة حمروني يوم 10 ماي 1967 بالضواحي الغربيّة لتونس العاصمة.

## مسيرتها المهنيّة
بدأت نجيبة الحمروني مسيرتها المهنيّة كصحفيّة بجريدة الصباح. تحوّلت بعدها للعمل بمركز المرأة العربيّة للدراسات والبحوث (كوثر) بخطّة رئيسة تحرير.
في جانفي 2008 أُنتخبت نجيبة عضوة بالمكتب التنفيذي لنقابة الصحفيّين التونسيّين و كان أوّل مكتب تنفيذي ينتخب للنقابة التّي أُسّست على أنقاض جمعيّة الصحفيّين. في جوان 2011 نُصّبت الحمروني رئيسة لنقابة الصحفيّين التونسيّين و هي أوّل امرأة تونسيّة تنال هذا المنصب

## وفاتها

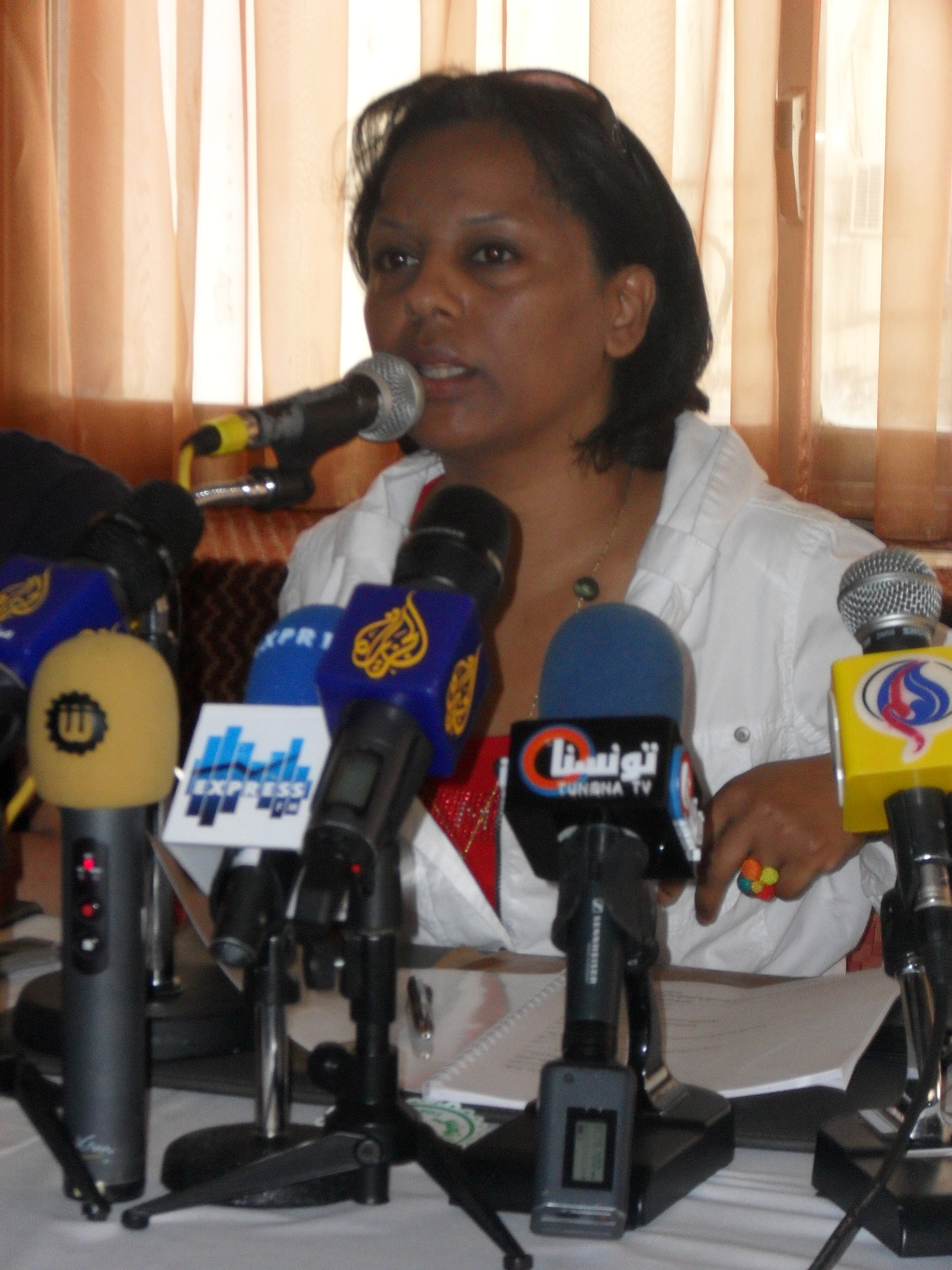
ن

توفيت نجيبة الحمروني يوم 29 ماي 2016 بعد صراع مع المرض.